# Cherwellia
Cherwellia — це вимерлий рід ссавців, який, можливо, належав до Morganucodonta, мешкав на території Англії в середньому юрському періоді. Тип і єдиний відомий вид — Cherwellia leei. Його вперше описали в 2016 році Персі М. Батлер і Деніз Сігоньо-Расселл з одного нижнього моляра, знайденого в кар'єрі Кіртлінгтон у формації Форест Мармур.

## Етимологія
Родовий епітет Cherwellia походить від річки Чарвелл, тоді як видовий епітет leei вшановує британського художника А. Дж. Лі.